# Sebastian Rasmussen
Jens Sebastian Beraque Rasmussen (Aarhus, 17 giugno 2002) è un calciatore danese naturalizzato filippino, attaccante dell'Hobro e della nazionale filippina.

## Biografia
È nato in Danimarca da padre danese e madre filippina.

## Carriera

### Club
Rasmussen nel suo percorso giovanile ha transitato in diversi club danesi fra cui Aalborg, Randers e Aarhus. Nel 2022 ha firmato per l'Hobro che lo ha promosso in prima squadra a partire dalla stagione 2023-2024. Ha debuttato nel calcio professionistico il 28 luglio nell'incontro di 1. Division vinto 3-2 contro il Næstved.

### Nazionale
Ha giocato nella nazionale filippina Under-23.
Nel novembre del 2022 è stato incluso nella lista dei convocati della nazionale filippina per la AFF Cup 2022. Ha esordito il 23 dicembre nell'incontro della fase a gironi vinto 5-1 contro il Brunei dove ha realizzato due reti e fornito un assist.

## Statistiche

### Presenze e reti nei club
Statistiche aggiornate al 21 marzo 2024.
| Stagione        | Squadra         | Campionato      | Campionato | Campionato | Coppe nazionali | Coppe nazionali | Coppe nazionali | Coppe continentali | Coppe continentali | Coppe continentali | Altre coppe | Altre coppe | Altre coppe | Totale | Totale | Totale |
| Stagione        | Squadra         | Comp            | Pres       | Reti       | Comp            | Pres            | Reti            | Comp               | Pres               | Reti               | Comp        | Pres        | Reti        | Pres   | Reti   |        |
| --------------- | --------------- | --------------- | ---------- | ---------- | --------------- | --------------- | --------------- | ------------------ | ------------------ | ------------------ | ----------- | ----------- | ----------- | ------ | ------ | ------ |
| 2023-2024       | Hobro           | 1D              | 4          | 0          | CD              | 2               | 0               |                    | -                  | -                  |             | -           | -           | 6      | 0      |        |
| Totale carriera | Totale carriera | Totale carriera | 4          | 0          |                 | 2               | 0               |                    | -                  | -                  |             | -           | -           | 6      | 0      |        |

### Cronologia presenze e reti in nazionale
| Cronologia completa delle presenze e delle reti in nazionale ― Filippine | Cronologia completa delle presenze e delle reti in nazionale ― Filippine | Cronologia completa delle presenze e delle reti in nazionale ― Filippine | Cronologia completa delle presenze e delle reti in nazionale ― Filippine | Cronologia completa delle presenze e delle reti in nazionale ― Filippine | Cronologia completa delle presenze e delle reti in nazionale ― Filippine | Cronologia completa delle presenze e delle reti in nazionale ― Filippine | Cronologia completa delle presenze e delle reti in nazionale ― Filippine |
| Data                                                                     | Città                                                                    | In casa                                                                  | Risultato                                                                | Ospiti                                                                   | Competizione                                                             | Reti                                                                     | Note                                                                     |
| ------------------------------------------------------------------------ | ------------------------------------------------------------------------ | ------------------------------------------------------------------------ | ------------------------------------------------------------------------ | ------------------------------------------------------------------------ | ------------------------------------------------------------------------ | ------------------------------------------------------------------------ | ------------------------------------------------------------------------ |
| 23-12-2022                                                               | Manila                                                                   | Filippine                                                                | 5 – 1                                                                    | Brunei                                                                   | AFF Cup 2022 - 1º turno                                                  | 2                                                                        | 46’                                                                      |
| 26-12-2022                                                               | Rangsit                                                                  | Thailandia                                                               | 4 – 0                                                                    | Filippine                                                                | AFF Cup 2022 - 1º turno                                                  | -                                                                        | 46’                                                                      |
| 2-1-2023                                                                 | Manila                                                                   | Filippine                                                                | 1 – 2                                                                    | Indonesia                                                                | AFF Cup 2022 - 1º turno                                                  | 1                                                                        | 60’                                                                      |
| 8-9-2023                                                                 | Kaohsiung                                                                | Taipei cinese                                                            | 1 – 1                                                                    | Filippine                                                                | Amichevole                                                               | -                                                                        | 87’                                                                      |
| 12-9-2023                                                                | Manila                                                                   | Filippine                                                                | 2 – 1                                                                    | Afghanistan                                                              | Amichevole                                                               | 1                                                                        | 55’ 66’                                                                  |
| 21-3-2024                                                                | Bassora                                                                  | Iraq                                                                     | 1 – 0                                                                    | Filippine                                                                | Qual. Mondiali 2026                                                      | -                                                                        | 63’                                                                      |
| Totale                                                                   |                                                                          | Presenze                                                                 | 6                                                                        |                                                                          | Reti                                                                     | 4                                                                        |                                                                          |